# Tout, tout de suite (film, 1972)
Pour les articles homonymes, voir Tout, tout de suite et Tout, tout de suite (film, 2016).
Pour plus de détails, voir Fiche technique et Distribution.
Tout, tout de suite (The Harder They Come) est un film policier jamaïcain réalisé par Perry Henzell et sorti en 1972 au festival du film de Venise et le 8 février 1973 aux États-Unis.
Le film met en vedette le chanteur de reggae Jimmy Cliff, qui joue Ivanhoe Martin, un personnage basé sur Rhyging (en), un criminel jamaïcain réel qui s'est rendu célèbre dans les années 1940. Le film et la chanson du même nom sont l'objet d'un livre de Bruno Blum illustré par les photos extraites du film, contenant le DVD du film, l'histoire et des détails sur tous les participants au film, Jimmy Cliff compris, les musiciens et le processus de composition de la célèbre chanson.
La bande originale du film est considérée comme une percée pour le reggae aux États-Unis.
En 2005, The Harder They Come a été adapté en comédie musicale par le Theatre Royal Stratford East et UK Arts International au Royaume-Uni. Écrit et adapté par Henzell, le spectacle a commencé le 25 mars 2006 avec la bande originale, mais également quelques ajouts, notamment « The Ganja Song », écrit par Geraldine Connor.

## Synopsis
Ivan, un provincial rend visite à sa mère à Kingston et veut devenir chanteur. Sa mère, très pauvre, lui conseille d'aller plutôt voir un curé pour trouver du travail. Poussé par la faim, il s'y résigne, mais ne renonce pas et obtient une audition chez Hilton, un gros producteur qui lui fait enregistrer le fameux The Harder They Come, splendide composition de Jimmy Cliff que l'on voit réellement enregistrer ce titre en une prise, la première. Refusant, comme il vient de le chanter avec défiance, d'abandonner ses droits pour quelques dollars, Ivan refuse de signer le contrat et son disque ne sort pas.
Il est ensuite renvoyé de chez le curé dont il courtise la fille adoptive et, après une rixe, au cours de laquelle il balafre un rival, Ivan est condamné par un juge à être cravaché.
Quelque temps après, José, une des premières personnes qu'il a rencontré à Kingston, lui propose de revendre de la marijuana. Ivan, toujours arrogant et ambitieux, décide rapidement de se mettre à son compte et se fait trahir par ses complices. Poursuivi par la police, il tue un motard par peur du fouet et se transforme en hors-la-loi. Sa chanson est alors diffusée par le producteur et devient un tube dans toute l'île. Ivan, héros en cavale défiant les autorités, devient extrêmement populaire.
Dans les dix dernières minutes du film, on voit Ivan nageant vers un navire rapide qui devrait le mener en sécurité. Cependant, il n'arrive pas à s'accrocher à l'échelle. Quand il ouvre les yeux, il est échoué à terre. Il s'endort à l'ombre d'un arbre, puis se réveille, alerté de la présence de policiers armés de fusils. Il sort de sa cachette et sort ses revolvers, mais la police tire sur lui à plusieurs reprises et le film se termine brusquement, affichant le générique de fin. Il est présumé mort.

## Fiche technique
- Titre : Tout, tout de suite
- Titre original : The Harder They Come
- Réalisation : Perry Henzell
- Scénario : Perry Henzell et Trevor D. Rhone
- Musique : Jimmy Cliff, Desmond Dekker et The Slickers
- Photographie : Peter Jessop, David McDonald et Franklyn St. Juste
- Montage : Reicland Anderson, John Victor Smith et Richard White
- Production : Perry Henzell et Jeff Scheftel
- Société de production : International Films
- Pays de production :  Jamaïque
- Genre : drame, musical
- Durée : 103 minutes
- Dates de sortie : 
  - Jamaïque : 5 juin 1972
  - France : 14 avril 1976

## Distribution
- Jimmy Cliff : Ivanhoe « Ivan » Martin
- Janet Bartley : Elsa
- Carl Bradshaw : José
- Ras Daniel Hartman : Pedro
- Basil Keane : le prêcheur

## Bande originale
- Jimmy Cliff
- The Maytals
- DJ Scotty
- The Melodians
- The Slickers
- Desmond Dekker

## Accueil
Le film a reçu un accueil partagé, de positif à très positif,,.

## Remake
Un remake du film est en projet, avec un scénario écrit par Chris Salewicz,. Le film est une joint-venture entre Justine, la fille de Perry Henzell, Xingu Films et Photos Conquering Lion. Le tournage devait débuter en 2011, avec une date de sortie prévue de 2012. Le projet semble ne pas avoir abouti.

## Roman tiré du film
En 1980, l'auteur américano-jamaïcain Michael Thelwell a publié un roman basé sur le film, en utilisant le même titre. Thelwell a inséré de nombreux proverbes jamaïcains dans le roman qui n'étaient pas dans le film.

## Utilisation dans d'autres médias
La chanson Hitz de l'album No More Idols de piste de Chase & Status comporte un échantillon de dialogues du film, ainsi que le morceau Sunday Dub sur le Tino's Breaks Volume 5 (Dub) par Tino Corp.
Une référence au film est faite dans The Guns of Brixton de The Clash dans l'album London Calling. Jimmy Cliff a enregistré une reprise de cette chanson en 2011.